# Даулетський сільський округ
Дауле́тський сільський округ (каз. Дәулет ауылдық округі, рос. Даулетский сельский округ) — адміністративна одиниця у складі Мунайлинського району Мангистауської області Казахстану. Адміністративний центр та єдиний населений пункт — село Даулет.
Сільський округ був утворений 2007 року.
Населення — 10135 осіб (2021; 4800 у 2009).